# 桂口力
桂口 力（かつらぐち ちから、1945年11月27日 - ）は、日本の元ラグビー選手。 

## プロフィール
- 福岡県出身。
- ポジションはスタンドオフ(SO)、フルバック(FB)。
- 身長 169cm、体重 70kg
- 日本代表キャップは5。

## 経歴
小倉工高を経て法政大学でプレー。
卒業後は九州電力に入社した。中学時代はサッカーの経験があり、キック力のある選手だった。
1967年のニュージーランド戦で日本代表初キャップを獲得。
1968年に、ジュニア・オールブラックスを破った時の司令塔として有名。
現在は法大ラグビー部OB会九州支部長を務める。